# Красимир Вълчев
Красимир Георгиев Вълчев е български финансист и политик от партия ГЕРБ. Министър на образованието и науката в третото правителство на Бойко Борисов (2017 – 2021 г.) и в правителството на Росен Желязков от 2025 г. Между двата периода като министър е народен представител в седем легислатури.

## Биография
Роден е на 9 юни 1975 г. в София. Израства в село Априлово, община Гълъбово. До осми клас учи в училище „Васил Левски“ в Гълъбово, а средното си образование завършва в Строителния техникум в Стара Загора. Завършва Икономически университет – Варна и е магистър по публични финанси. Преминава обучение по „Бюджет и финансово управление“ в университета „Дюк“ – САЩ.
Придобива опит в сферата на финансиране на образованието; оценка и наблюдение на изпълнението на европейските предприсъединителни програми.

### Кариера в изпълнителната власт
През 2002 г. Вълчев започва работа в Министерството на финансите, като от 2003 до 2009 г. е експерт в дирекция „Държавни разходи“, която се занимава с планиране, изпълнение, анализ и оценка на бюджетни разходи. Красимир Вълчев участва в разработването и изпълнението на секторните и бюджетната политики. От септември 2009 г. до февруари 2017 г. е главен секретар на Министерството на образованието и науката (МОН), с прекъсване в периода от ноември 2013 г. до август 2014 г., когато е директор на дирекция „Бюджет и финанси“ в Министерството на външните работи. В МОН се занимава се с управление на администрацията и бюджета на ведомството, координира функционирането на отделните структури и звена към МОН, участва в процеса на формиране и изпълнение на политиките в сектора. През август 2016 година влиза в конфликт с министър Меглена Кунева, която го обвинява, че без нейно знание е запонал процедура за закупуване на рекламни материали за 2 милиона лева.
От април до май 2017 г. Красимир Вълчев е началник на отдел в дирекция „Финансиране на общините“ в Министерството на финансите. Назначен е за министър на образованието и науката на 4 май 2017 г. от XLIV народно събрание.
На 4 май 2017 г. е избран за министър на образованието и науката в правителството „Борисов III“.
На 16 януари 2025 г. отново е избран за министър на образованието и науката в правителството на Росен Желязков.